# São Caetano (Cantanhede)
São Caetano é uma povoação portuguesa sede da Freguesia de São Caetano do Município de Cantanhede, freguesia com 19,04 km² de área e 724 habitantes (censo de 2021), tendo, por isso, uma densidade populacional de 38 hab./km².
A freguesia foi criada pela Lei n.º 95/85, de 04 de Outubro, com lugares desanexados da Freguesia de Cantanhede.

## Geografia
Ficando a sede a cerca de 10 km de Cantanhede, a freguesia é limitada, a sul, pelas freguesias de Cantanhede, Cadima e Sanguinheira; a poente, por Tocha; a nascente, por Febres e Vilamar; e, a norte, por Mira e Corticeiro de Cima.
A sua população distribui-se por 10 lugares: Perboi de Cima, Perboi de Baixo, Rilhóses, Sardão, Olho de S. Caetano, S. Caetano, Corgo Côvo, Criação, Pisão e Cantos. O lugar de Tecedeiros deixou de existir e foi integrado noutro.
A atividade económica é maioritáriamente baseada na agricultura e ourivesaria. 

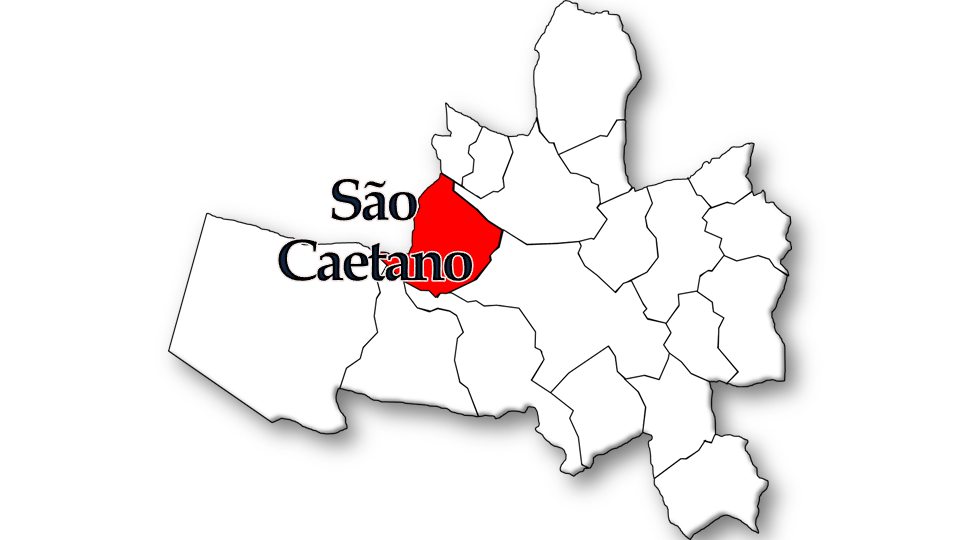
Localização da freguesia no Município de Cantanhede

## Demografia
A população registada nos censos foi:
| Distribuição da População por Grupos Etários | Distribuição da População por Grupos Etários | Distribuição da População por Grupos Etários | Distribuição da População por Grupos Etários | Distribuição da População por Grupos Etários |
| -------------------------------------------- | -------------------------------------------- | -------------------------------------------- | -------------------------------------------- | -------------------------------------------- |
| Ano                                          | 0-14 Anos                                    | 15-24 Anos                                   | 25-64 Anos                                   | > 65 Anos                                    |
| 2001                                         | 108                                          | 115                                          | 468                                          | 244                                          |
| 2011                                         | 91                                           | 63                                           | 411                                          | 236                                          |
| 2021                                         | 70                                           | 63                                           | 320                                          | 271                                          |

## História
Não há muitos elementos que possam comprovar as origens da sede ou dos outros lugares da freguesia. É quase certo que São Caetano já existia como pequeno aglomerado no século XVI. Terá sida povoada certamente por colonos vindos do norte e dos arredores de Cantanhede à procura de terras cultiváveis. Estas terras pertenciam aos Condes de Cantanhede, mais tarde Marqueses de Marialva, e ao mosteiro de Santa Cruz em Coimbra. Esta área pertencia à paróquia de São Pedro de Cantanhede.
Como dádiva dos Marqueses de Marialva, foi mandado construir-se uma Capela por volta do Século XVI em honra do beato Caetano de Thiene, italiano fundador da Ordem dos Clérigos Regulares da Divina Providência. Sua construção deve-se a uma promessa da condessa pela virtude da confiança em Deus que o povo local depositava, trabalhando em terras que nem sempre eram suas. O templo localizava-se numa parte mais elevada em relação aos outros lugares, dando assim origem à povoação actual, na medida em que o povo construia casas em redor do mesmo. A paróquia veio a ser criada por decreto episcopal em 1926. Mais tarde a pequena igreja foi ampliada e finalmente reconstruida, permanecendo São Caetano como padroeiro e reconfirmado órago da nova paróquia.
A origem desta pequena aldeia de São Caetano e lugares lemítrofes deve-se à formação de pequenos grupos de colonos provenientes da região e do norte de Cantanhede, que foram atraídos às verdes e aráveis terras que hoje fazem parte dos 17,23Km2 desta Freguesia. A primeira fixação destes colonos deve ter ocorrido inicialmente junto às Valas da Veia e do Corgo por volta do século XII. Eram primeiro agricultores e mais tarde também moleiros. De ascendência vária, construíram pequenos moinhos junto dos cursos de água, de onde regavam as suas plantações hortícolas e as suas pastagens verdejantes. Vivia-se então predominantemente das moagens de cereais, e mais tarde o milho com a descoberta das Américas. Estes moleiros transportavam os pesados sacos de cereais e farinha usando jumentos e éguas. Como trabalhavam em terras pertencentes aos condes Meneses ou aos frades crúzios de Santo Agostinho, já no século XIV eram bem conhecidos pelo seu trabalho habilidoso e honesto. É em gratidão desta devoção para com os condes e o clero que lhes é oferecida uma capela.
A 1 de julho de 1926, por sentênça episcopal, dá-se a criação da paróquia de São Caetano por desmembramento da de São Pedro em Cantanhede. Com aspiração de autonomia e porque a sede de freguesia ficava longe, a freguesia administrativa foi finalmente criada no dia 12 de junho de 1985.
É curioso referir que esta freguesia aparece mencionada em alguns romances, nomeadamente, “Abelha na Chuva” da autoria de Carlos de Oliveira, escritor originário da vizinha freguesia de Febres.
Em termos de infraestruturas sócio-culturais, a freguesia possui o edificio da Junta de Freguesia e vários centros de colectivades. As origens das coletividades estão inicialmente ligadas ao futebol e a sua equipa “Os Águias de S. Caetano” que tem a sua primeira sede social na Casa da Juventude. O CCR marcou no final da década de 1970, o início do espírito Associativo dos Caetanenses, situação que veio a consolidar-se nos anos 90, com o aparecimento de mais três Associações: O Centro Equestre em 1994, a associação de Melhoramentos “Os Amigos de S. Caetano” também em 1994 e o Centro Social e Paroquial de S. Caetano em 1996.

## Património
- Património cultural e edificado: Igreja Paroquial, alminhas de Perboi de Cima e Cruzeiro de S. Caetano.
- Outros Locais de Interesse turístico: Moinhos do Corgo Covo e do Pisão
- Festas e romarias: S. Caetano (7 de Agosto), N. Sra. do Areeiro (2 de Fevereiro) e Santo António - Corgo Covo (13 de Junho)
- A Lenda do Cabeço da Moira: Refere-se de facto, a um cabeço, existente na Coutada do Pisão. Trata-se de um grande monte no meio de pinhais e é constituído por grandes pedras, pedras estas que ninguém, nem mesmo os mais antigos, conseguem explicar sem fazerem referência à lenda.